# ТЭЦ Вроцлав
ТЭЦ Вроцлав – теплоэлектроцентраль в одноименном городе на юго-западе Польши.
Впервые энергетический объект на месте современной ТЭЦ Вроцлав заработал в 1901 году, в период пребывания города в составе Германской империи. Через два года его мощность достигла 6,2 МВт, в 1918 году этот показатель составил уже 26,8 МВт, а в 1930 году достиг уровня 57 МВт. Во время Второй мировой войны часть оборудования вышла из строя, так что к концу 1944 года мощность станции снизилась до 44 МВт. Однако это не шло ни в какое сравнение с ущербом, который ТЭС понесла во время жестоких 2,5-месячных боёв за город в первой половине 1945 года, после которых станция могла выдать только 3 МВт.
Восстановление объекта началось в 1946 году, в частности, отремонтировали или отстроили с фундамента три его дымаря высотой от 76 до 83 метров. Электростанция продолжала обслуживать потребности города, который оказался в составе Польши. В 1952 году она прошла некоторую модернизацию, во время которой две демонтированные старые турбины отправили на другую станцию в Сцинавку-Середнюю (была когда-то построена как Bahnkraftwerk Mittelsteine для питания Силезской железной дороги). В 1959 году Вроцлавскую ТЭС адаптировали для выполнения функций теплоэлектроцентрали.
Учитывая растущие потребности города, в конце 1960-х годов приступили к строительству на площадке новой ТЭЦ. В 1972 году был введен в эксплуатацию первый блок типа ВС-50, оснащенный котлом ОР-230 производства компании Rafako (Рацибуж), турбиной 13P55-0-3 мощностью 55 МВт, поставленной эльблонгской Zamech, и генератором вроцлавского завода Dolmel. Тепловая мощность блока составляет 116 МВт.
В 1984 и 1987 годах запустили два блока типа ВС-100, которые имели оборудование тех же производителей, но более мощное: котлы ОР-430 и турбины 13UC-100 с показателями по 104 МВт (при работе исключительно в конденсационном режиме — 108 МВт). Тепловая мощность одного блока составляет 208 МВт.
Для покрытия пиковых потребностей в 1970 году станцию оснастили двумя угольными водогрейными котлами Rafako WP-70 мощностью по 81 МВт, а в 1974–1978 годах к ним добавили три Rafako WP-120 с показателями по 140 МВт. Это позволило довести тепловую мощность ТЭЦ до 1154 МВт. Однако по состоянию на середину 2010-х годов в работе остались только два водогрейных котла WP-120, а общая тепловая мощность станции составляет 812 МВт.
Для поставки угля ТЭЦ имеет свой причал, куда уголь из Верхнесилезского бассейна доставляют по Гливицкому каналу и Одре.
Удаление продуктов сгорания осуществлялось с помощью дымарей высотой 180 и 120 метров. Последний был снесен в 2017 году после запуска установки десульфуризации, которая имеет свой дымарь высотой 115 метров..